# Talcott Parsons

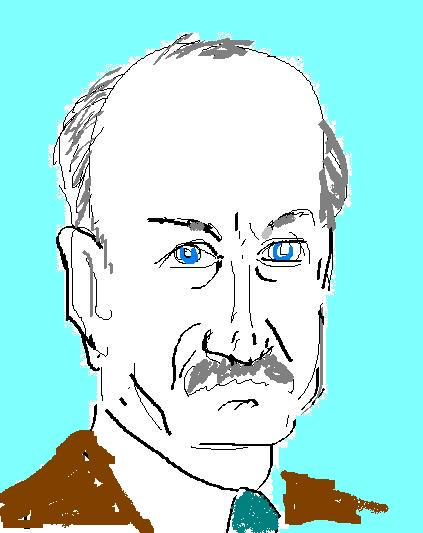
Talcott Parsons

Talcott Parsons (Colorado Springs, Colorado, 13 de desembre del 1902 – Múnic, 8 de maig del 1979), va ser un sociòleg estatunidenc.

## Biografia
Va nàixer al si d'una família reformista de Colorado, en la qual el pare era un pastor protestant que pertanyia al Social Gospel, un moviment purità i reformista. Talcott Parsons va estudiar a l'Amherst College (Massachusetts), on es va interessar per la biologia i la medicina; de fet, la seua construcció conceptual sociològica li deu molt a aquestes dues àrees de coneixement. També manifestà, però, un gran interès per la filosofia i l'ambient familiar l'empentava cap a les preocupacions sociològiques, de manera que, quan va tindre l'oportunitat, es va traslladar a la London School of Economics. Va ser allà on l'impactaren els treballs de l'antropòleg Bronislaw Malinowski, que basava les seues investigacions en un plantejament funcionalista. Poc després, es traslladà a Heidelberg on treballà sobre l'obra de Karl Marx, Max Weber i Werner Sombart. Però va ser, sobretot, Max Weber qui més va interessar el jove Parsons, la qual cosa el portà a assistir a cursos sobre la filosofia d'Immanuel Kant i del neokantisme.
Després de passar la seva B.A. a l'Amherst College amb una especialitat en biologia, va ingressar a la London School of Economics on es va interessar en el treball de Harold Laski, R. H Tawney, Bronisław Malinowski i Leonard Trelawny Hobhouse. Després va anar a la Universitat de Heidelberg on es va doctorar en sociologia i economia.
El 1927, va ingressar al cos de professors de la Universitat Harvard, tot i que, per les seues diferències amb Pitirim A. Sorokin, no va consolidar la seua plaça fins al 1936. El 1949, va ser nomenat president de l'Associació Americana de Sociologia. I el 1956 va assumir la direcció del Departament de Relacions Socials i va formar un equip interdisciplinari en què participaren psicòlegs, antropòlegs i sociòlegs.

## Funcionalisme estructural
Parsons va ser el màxim exponent del funcionalisme estructural i la seua obra va hegemonitzar la discussió sociològica durant tota la segona postguerra mundial fins a la dècada dels anys 70. El seu treball es va centrar en l'intent d'elaborar una teoria general de la societat que continguera tots els seus elements constitutius (econòmics, polítics, culturals...). Els principals elements de la seua teoria podem resumir-los en: 1) Una sociologia deductiva en la forma, conceptualment precisa, amb capacitat per mostrar els lligams lògics entre els elements analítics i els fets empírics. 2) Un concepció voluntarista de l'acció social com a element central de la sociologia. 3) La recerca dels camins que motiven l'acció social en el marc d'una estructura de relacions i interaccions, i que Parsons situava en el que va anomenar orientacions normatives. 4) Una lluita contra el reduccionisme en les ciències socials, ja que l'acció social no és reduïble a factors biològics o psicològics, sinó que ha de ser explicada en termes sociològics.
El seu propòsit era crear una teoria social abstracta que, mitjançant raonaments deductius, poguera formular hipòtesis concretes sobre l'acció social.